# 石家庄邮电职业技术学院
石家庄邮电职业技术学院位于河北省石家庄市裕华区，简称“石邮”、“邮专”，始建于1956年，是中国邮政集团有限公司所属的高等职业院校，也是中国邮政唯一的直属教育培训机构，同时加挂中共中国邮政集团有限公司党校、中国邮政集团有限公司培训中心、中国邮政网络学院全国中心、国家开放大学邮政学院、中国邮政科技服务支撑基地的牌子。

## 历史沿革
学校的前身是1956年创办的邮电部石家庄电信学校，之后先后改名为石家庄邮电师范学院、石家庄邮电学院、石家庄邮电学校、河北省邮电学校、石家庄邮电学校。1984年改名为“石家庄邮电专科学校”，1992年改名为“石家庄邮政高等专科学校”，“邮专”的简称由此而来。1998年，邮电部撤销，学校转隶国家邮政局。2003年，改名为“石家庄邮电职业技术学院”。2007年，邮政系统实行政企分离，学校转隶中国邮政集团有限公司。

## 办学条件
学校设9个系，30个高职专业，实行订单制培养，同时承担中国邮政干部在职培训任务，开设成人教育和远程教育。